# Alpha Camelopardalis
Désignations
Alpha Camelopardalis (en abrégé α Cam) est une étoile de la constellation de la Girafe, ayant une magnitude apparente de 4,301. Elle est la troisième étoile la plus lumineuse de cette constellation circumpolaire assez peu remarquable, la première et la seconde étoile les plus lumineuses étant respectivement β Camelopardalis et CS Camelopardalis. C'est l'étoile la plus éloignée de la constellation visible à l'œil nu, à une distance d'environ 6 000 années-lumière de la Terre.

## Propriétés
Alpha Camelopardalis est une étoile de type spectral O9,5Iae, où « Ia » indique que c'est une supergéante lumineuse bleue et « e » précise que son spectre comporte des raies d'émission. C'est une étoile massive ayant 43 fois la masse du Soleil et 37 fois son rayon. La température effective de l'enveloppe externe est de 27 700 K, beaucoup plus élevée que la température effective du Soleil (5 778 K), lui donnant la couleur bleue caractéristique d'une étoile de type O. Elle est 680 000 fois plus lumineuse que le Soleil et est un faible émetteur de rayons X.

### Variabilité
Alpha Camelopardalis montre plusieurs types de variabilité. Elle pourrait être une variable pulsante non-radiale, ce qui provoque des changements dans le spectre émis par la photosphère. Les raies d'absorption dans le domaine optique montrent des variations de vitesse radiale, bien qu'il existe une incertitude importante sur la période. Les estimations vont d'une période aussi courte que 0,36 jours jusqu'à 2,93 jours. Le vent stellaire de cette étoile n'est pas lisse et régulier, mais montre au contraire un comportement irrégulier à grande et à petite échelle. Elle perd de la masse rapidement par le biais de ce vent stellaire à un rythme d'environ 6,3 × 10−6 masse solaire par an, ou l'équivalent de la masse du Soleil tous les 160 000 ans.

### Binarité?
En 1968, Alpha Camelopardalis fut classée comme binaire spectroscopique, indiquant qu'elle avait un compagnon stellaire orbitant avec une période de 3,68 jours et une excentricité orbitale de 0,45. Des études ultérieures ramenèrent la période à 3,24 jours. Cependant, en 2006 il fut admis que les variations du spectre étaient probablement le résultat de changements dans l'atmosphère ou dans le vent stellaire, et donc il s'agit plus probablement d'une étoile unique. Des observations par interférométrie des tavelures à l'aide du 3.67 m Advanced Electro Optical System Telescope à l'observatoire du Haleakalā n'ont pas permis de détecter de composante secondaire.

### Étoile en fuite
En 1961, il a été calculé qu'en se basant sur le mouvement propre d'Alpha Camelopardalis, on obtient une vitesse spatiale supérieure à 30 km/s, et il a ainsi été proposé qu'elle soit une possible étoile en fuite qui aurait été éjectée de l'amas NGC 1502. Cette proposition reposait sur les propriétés cinématiques de l'étoile et de l'amas, ainsi que sur la situation de l'étoile à une latitude galactique élevée dans une zone dépourvue par ailleurs d'associations stellaires. Sur une période d'un million d'années, cette étoile aurait dû se déplacer de 1,4° seulement sur le fond du ciel, alors que son âge est estimé à seulement deux millions d'années. Il a été également proposé qu'elle soit une étoile en fuite éjectée de l'association OB Camelopardalis OB1, mais des observations ultérieures ont mis en doute cette hypothèse.
Les étoiles en fuite telles que celle-ci qui possèdent un vent stellaire et qui se déplacent à une vitesse supersonique à travers le milieu interstellaire ont leur vent confiné par un arc de choc dû à la pression dynamique. La poussière de cet arc de choc peut être détectée par un télescope infrarouge. Un tel arc de choc a été observé par le télescope de la NASA WISE. L'étoile se déplace à une vitesse comprise entre 680 et 4 200 kilomètres par seconde.

## Nom traditionnel chinois
En chinois, 紫微右垣 (Zǐ Wēi Yòu Yuán), signifiant mur droit du palais pourpre interdit, fait référence à un astérisme constitué de α Camelopardalis, α Draconis, κ Draconis, λ Draconis, 24 Ursae Majoris, 43 Camelopardalis et BK Camelopardalis. Par conséquent, α Camelopardalis elle-même est appelée 紫微右垣六 (Zǐ Wēi Yòu Yuán liù, la sixième [étoile] du mur droit du palais pourpre interdit), représentant 少衛 (Shǎowèi) qui signifie deuxième garde impérial,. 少衛 (Shǎowèi) a été convertie en Shaou Wei par R. H. Allen, signifiant « garde mineur », mais n'est pas clairement identifiée.